# フーゴ・ラーティネン
フーゴ・ラーティネン（Hugo Jalmari Lahtinen、1891年11月29日 – 1977年12月29日）は、フィンランドの男子陸上競技選手である。フーゴ・ラーティネンは1920年に開催されたアントワープオリンピックの五種競技で銅メダルを獲得した。

## 経歴
ラーティネンは、1920年に開催されたアントワープオリンピックと1924年パリオリンピックの2回連続でオリンピックに出場している。アントワープオリンピックでは走幅跳、五種競技、十種競技の3種目に出場し、そのうちの五種競技では同じフィンランド代表のエーロ・レートネン、アメリカ合衆国代表のエベレット・ブラッドリーに続いて3位に入り、銅メダルを獲得した。
パリオリンピックでは五種競技のみに参加して、6位の成績を残している。

## オリンピックでの成績
| 年   | 大会                     | 場所                     | 種目     | 結果             | 記録   |
| ---- | ------------------------ | ------------------------ | -------- | ---------------- | ------ |
| 1920 | アントワープオリンピック | アントワープ（ベルギー） | 走幅跳   | 予選敗退（19位） | 6.190m |
| 1920 | アントワープオリンピック | アントワープ（ベルギー） | 五種競技 | 3位              | 26点   |
| 1920 | アントワープオリンピック | アントワープ（ベルギー） | 十種競技 | 途中棄権         |        |
| 1924 | パリオリンピック         | パリ（フランス）         | 五種競技 | 6位              | 27点   |

### 五種競技での成績
アントワープオリンピック
| 種目          | 記録     | 順位 |
| ------------- | -------- | ---- |
| 走幅跳        | 6m59     | 4位  |
| やり投        | 54m25    | 3位  |
| 200メートル走 | 23秒6    | 5位  |
| 円盤投        | 31m12    | 13位 |
| 1500m         | 4分36秒0 | 1位  |
| 総合成績      | 26点     | 3位  |

パリオリンピック
| 種目          | 記録     | 順位 |
| ------------- | -------- | ---- |
| 走幅跳        | 6m895    | 3位  |
| やり投        | 48m76    | 7位  |
| 200メートル走 | 23秒8    | 7位  |
| 円盤投        | 36m08    | 5位  |
| 1500m         | 4分55秒6 | 5位  |
| 総合成績      | 27点     | 5位  |